# 比薩姆貝格山
48°18′49″N 16°22′44″E / 48.313611°N 16.378889°E

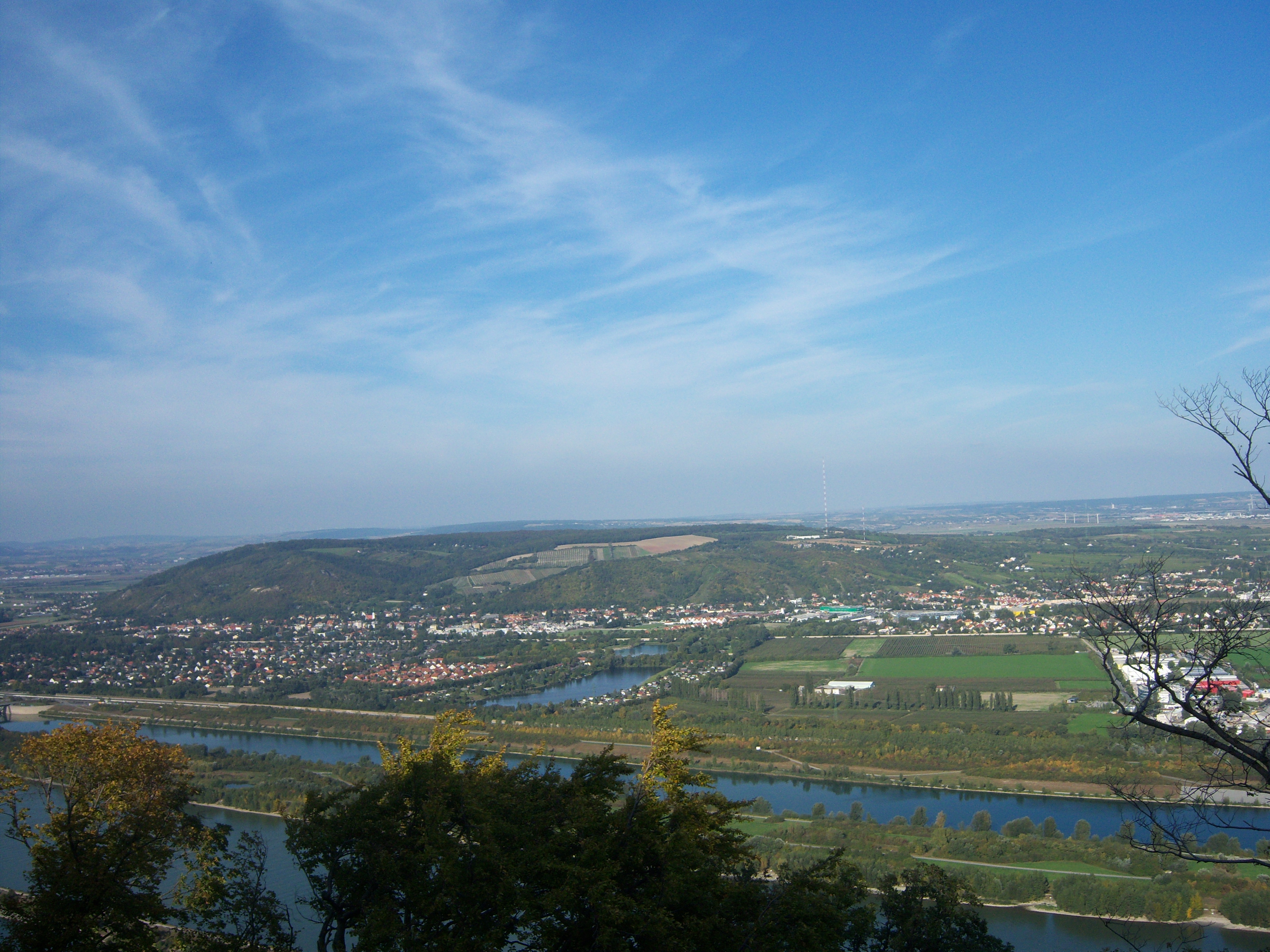

比薩姆貝格山（德語：Bisamberg），是奧地利的山峰，位於該國東北部，由下奧地利州負責管轄，處於首都維也納以北12公里，海拔高度358米，每年平均降雨量904毫米。